# Vaudeurs
Vaudeurs is een gemeente in het Franse departement Yonne (regio Bourgogne-Franche-Comté) en telt 487 inwoners (2005). De plaats maakt deel uit van het arrondissement Sens.

## Geografie
De oppervlakte van Vaudeurs bedraagt 28,1 km², de bevolkingsdichtheid is 17,3 inwoners per km².
De onderstaande kaart toont de ligging van Vaudeurs met de belangrijkste infrastructuur en aangrenzende gemeenten.

## Demografie
Onderstaande figuur toont het verloop van het inwonertal (bron: INSEE-tellingen).